# Dorfkirche Göritz

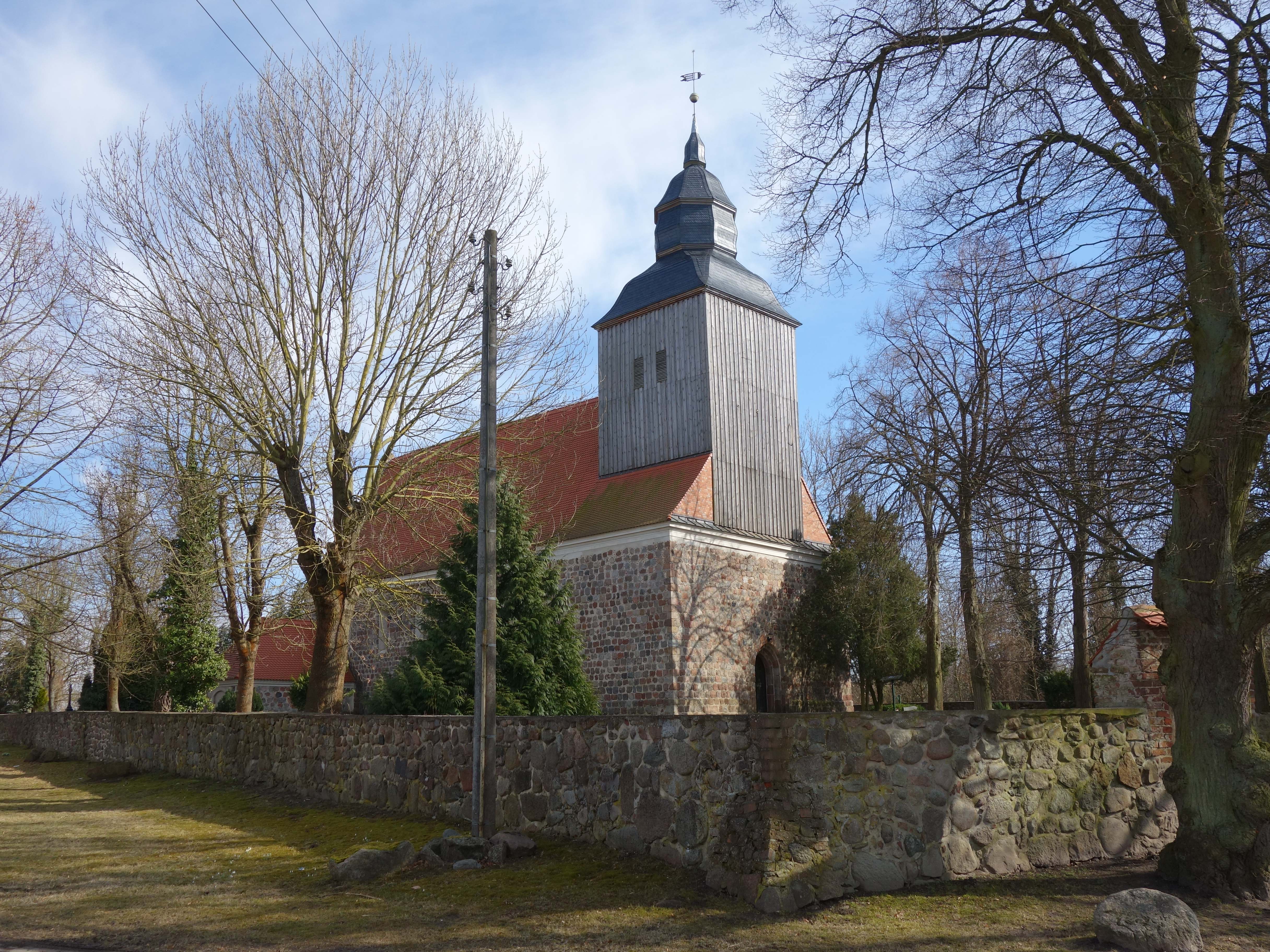
Dorfkirche Göritz

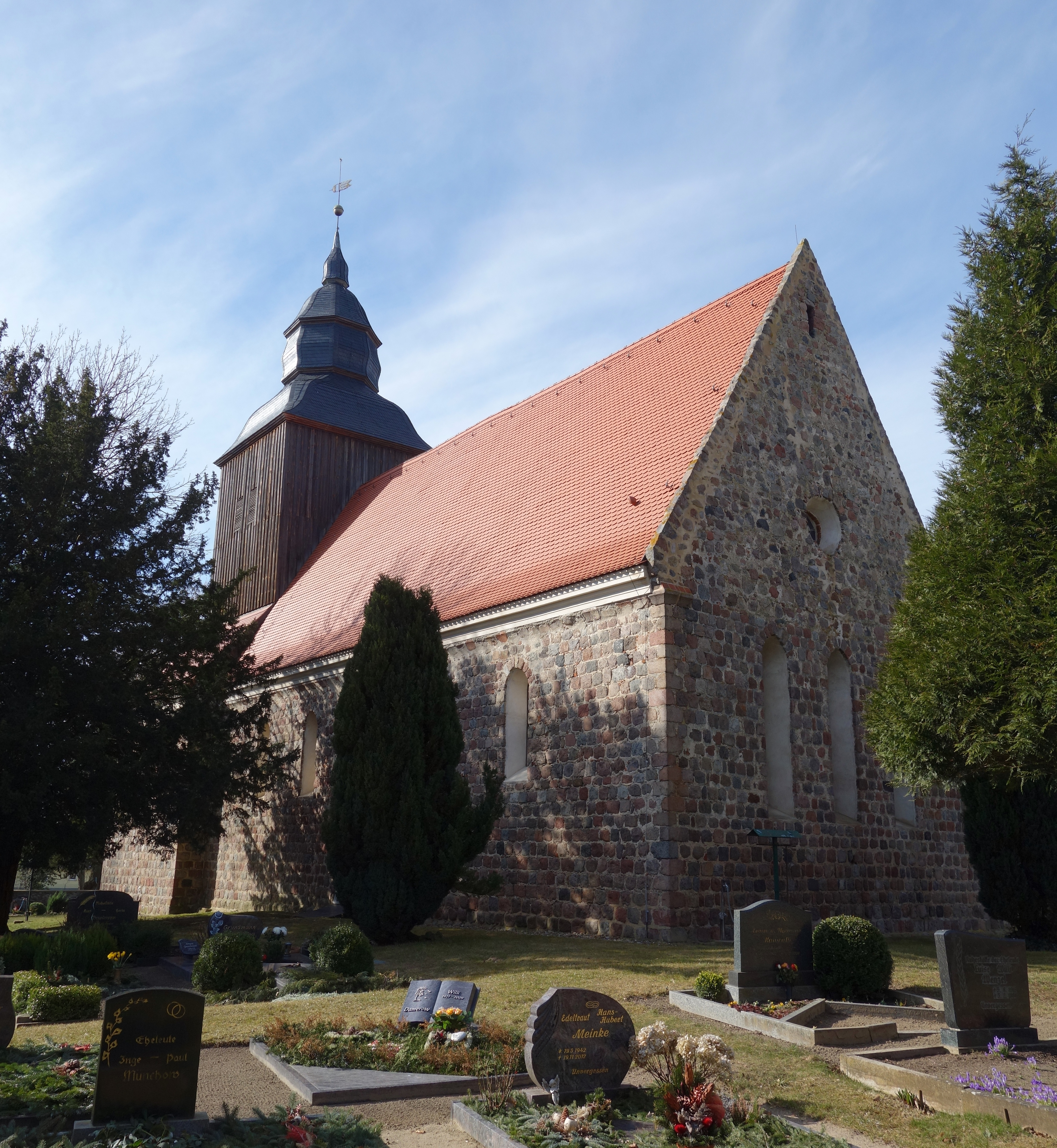
Südostansicht

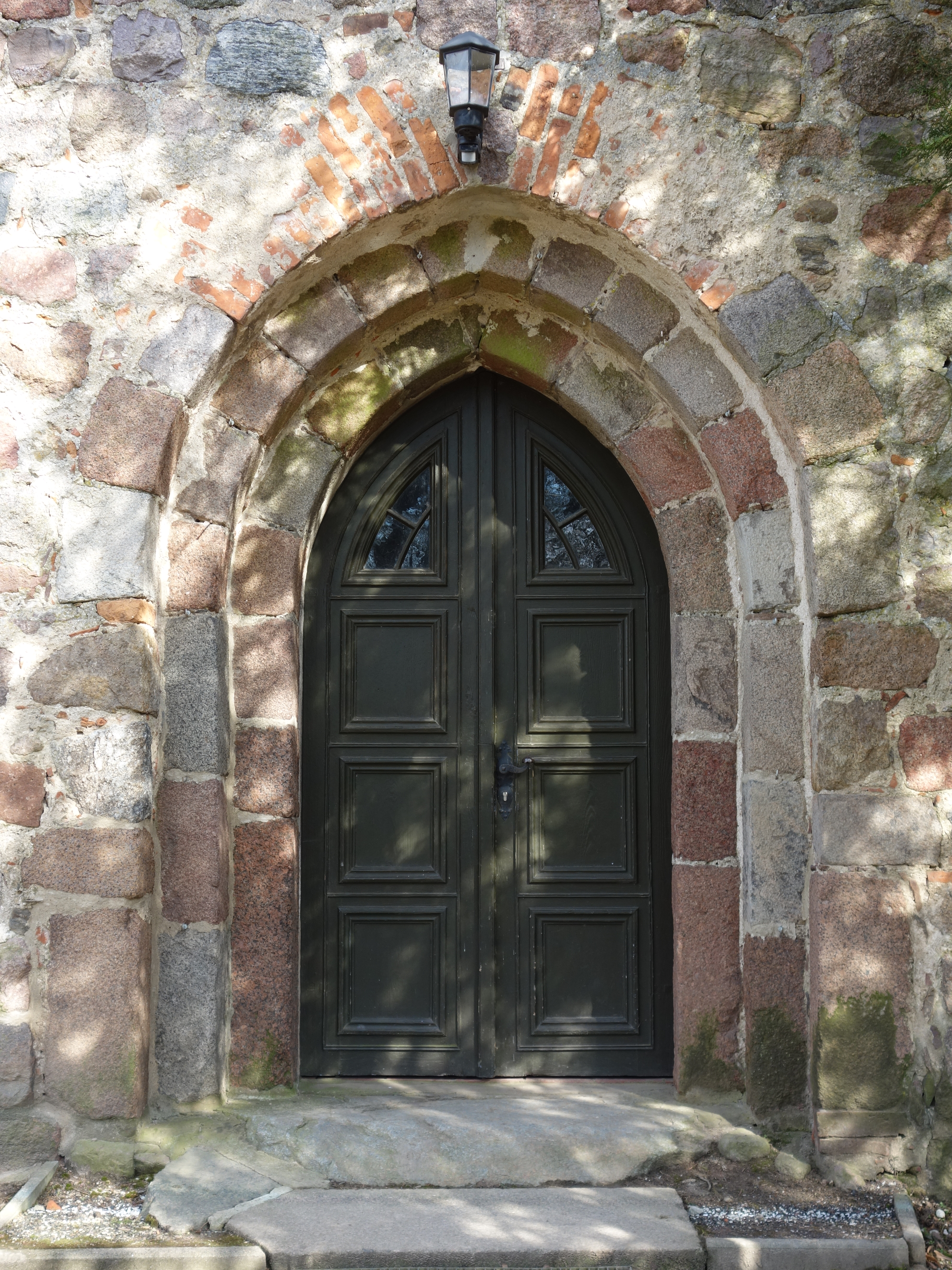
Westportal

Die evangelische Dorfkirche Göritz ist eine gotische Saalkirche in Göritz im Landkreis Uckermark in Brandenburg. Sie gehört zur Kirchengemeinde Schönfeld im Kirchenkreis Uckermark der Evangelischen Kirche Berlin-Brandenburg-schlesische Oberlausitz.

## Geschichte und Architektur
Die Kirche ist ein stattlicher Feldsteinsaal mit breiterem Westturm aus der zweiten Hälfte des 13. Jahrhunderts. Der verbretterte quadratische Turmaufsatz mit Haube und Laterne stammt vom Ende des 17. Jahrhunderts. Das Bauwerk wurde 1991 sowie 2004–2006 restauriert.
Das Bauwerk steht auf einem Sockel mit Schräge und trägt ein gekehltes Traufgesims. Das Westportal ist zweifach, das Südportal einfach gestuft; Die Fenster sind im ursprünglichen Zustand, im Osten ist eine Dreifenstergruppe, im Giebel ein Kreisfenster angeordnet. Innen war der Turmraum mit dem Schiff ursprünglich durch drei spitzbogige Öffnungen verbunden (ähnlich wie in den Dorfkirchen von Hetzdorf, Lindenhagen, Schmölln, Schönfeld); die seitlichen Öffnungen sind ganz, die größere in der Mitte ist teilweise vermauert. Das Schiff schließt mit einer Holzdecke auf schrägem Ansatz; im Westen ist eine Empore eingebaut. In der Ostwand ist eine spitz geschlossene Sakramentsnische eingelassen, die mit einem schmiedeeisernen Gitter verschlossen ist.

## Ausstattung
Hauptstück der Ausstattung ist ein hölzerner Altaraufsatz vom Anfang des 18. Jahrhunderts, mit reichem Akanthusdekor und Bildern vom Abendmahl (in der Predella), der Kreuzigung (im Hauptfeld) und der Grablegung (im Aufsatz); in den Schnitzwangen und auf dem Gebälk sind Puttenskulpturen angebracht.
Die hölzerne Kanzel aus der ersten Hälfte des 17. Jahrhunderts ruht auf einer Säule mit Evangelistenskulptur; am Korb sind Ecksäulchen auf Schnitzvoluten angeordnet, in den Brüstungsfeldern sind Evangelisten- und Apostelbilder zu sehen, an der Kanzeltür Christus und Luther. Ein Pfarrstuhl stammt aus dem 18. Jahrhundert.
Ein Tafelbild der Kreuzigung mit der Familie des Stifters in einem Akanthusrahmen mit bekrönender Kartusche und zwei Putten wurde von Pastor Christian Schadrach im Jahr 1707 gestiftet.
Im Turm steht ein steinernes Grabdenkmal in Vasenform für Caroline von Anhalt († 1780) auf sich verjüngendem Sockel mit Wappen. Ein Taufengel vom Anfang des 18. Jahrhunderts stammt aus Malchow.
In der Kirchhofsmauer ist ein Feldsteinportal mit breiter Spitzbogenöffnung aus dem 15. Jahrhundert eingebaut.
Die Orgel ist ein Werk von Barnim Grüneberg aus dem Jahr 1873.